# Xanthostemon crenulatus
Xanthostemon crenulatus är en myrtenväxtart som beskrevs av Cyril Tenison White. Xanthostemon crenulatus ingår i släktet Xanthostemon och familjen myrtenväxter. Inga underarter finns listade i Catalogue of Life.